# It's Always Rock and Roll
Albums de Heldon
Allez Téia
(1974) Agneta Nilsson
(1976)
It's Always Rock and Roll est le troisième album d'Heldon, paru en 1975. À l'origine c'était un double album.

## Titres
Musiques composées par Richard Pinhas, sauf mention contraire.
| 1. | ICS Machnique                      | 4:11 |
| 2. | Cotes de cachalot à la psylocybine | 8:35 |
| 3. | Méchamment rock                    | 3:33 |
| 4. | Cocaine Blues                      | 9:42 |

| 5. | Aurore | 18:13 |

| 6. | Virgin Swedish Blues |                   | 7:27 |
| 7. | Ocean Boogi          | Georges Grünblatt | 5:53 |
| 8. | Zind Destruction     |                   | 8:22 |

| 9. | Doctor Bloodmoney | 16:49 |

## Musiciens
- Richard Pinhas : synthétiseurs [Arp, Vcs3], mellotron, guitare, basse (piste 2), bandes magnétiques
- Alain Renaud : guitare
- Georges Grünblatt : mellotron, guitare (pistes 2 et 7)
- Gilbert Artman : batterie (piste 3)
- Jean-My Truong : batterie (piste 9)
- Patrick Gauthier : solo synthétiseur ARP (piste 9)

## Production
- Prise de son, réalisation & mixage : Richard Pinhas
- Prises de son additionnelles : Alain François
- Production exécutive : Joe Chip
- Crédits visuels : Muguet (dessin pochette), Agneta Nilsson, Daniel Ebert (photographies)